# Joseph A. Day
Pour les articles homonymes, voir Day.
Joseph A. Day  est né le 24 janvier 1945 et mort le 27 mai 2024 est un avocat, ingénieur et sénateur canadien du Nouveau-Brunswick.

## Biographie
Joseph A. Day naît le 24 janvier 1945 à Saint-Jean, au Nouveau-Brunswick.
Il est nommé sénateur sur avis de Jean Chrétien le 4 octobre 2001.